# Được làm hoàng hậu
Được làm hoàng hậu (Hangul: 궁, Hanja: 宮, Phiên âm: Goong hay Gung') thường được biết đến với tên Hoàng cung là một bộ phim truyền hình của Hàn Quốc được sản xuất và phát sóng bởi đài truyền hình MBC vào đầu năm 2006.
Được làm hoàng hậu được chuyển thể từ bộ truyện tranh Hàn Quốc Hoàng cung của nữ tác giả Park So-hee khi bộ truyện còn chưa kết thúc. Với tiếng tăm của bộ truyện cùng dàn diễn viên trẻ, đẹp, tài năng và cốt truyện linh hoạt đã mang lại thành công vô cùng lớn và gây sốt trong cộng động những người mê phim truyền hình vào thời điểm đó tại nhiều quốc gia châu Á.

## Cốt truyện
Bộ phim là câu chuyện xoay quanh cuộc sống của gia đình Hoàng tộc Hàn Quốc tại thế kỷ 21 khi "cuộc hôn nhân chính trị" giữa Hoàng Thái tử Lee Shin (Joo Ji-hoon đóng) và cô nữ sinh tinh nghịch, nhí nhảnh nhà nghèo Shin Chae-kyung (Yoon Eun-hye đóng) cùng trường được diễn ra.
Mở đầu phim, Hoàng đế - phụ hoàng của Shin bị bệnh rất nặng, sức khỏe suy kiệt. Cả Hoàng tộc cần chuẩn bị đề phòng cho sự băng hà đột ngột của Hoàng đế. Theo như hôn ước được định sẵn giữa Tiên vương - ông nội của Shin và ân nhân - ông nội của Chae-kyung khi còn sống, cả Shin và Chae-kyung được Hoàng tộc và gia đình âm thầm chuẩn bị hôn sự. Khi biết tin, Shin không chấp nhận hôn sự này. Anh đã ngỏ lời cầu hôn cô bạn thân Min Hyo-rin (Song Ji-hyo đóng) nhưng bị Hyo-rin từ chối. Trớ trêu thay, Chae-kyung lại chứng kiến toàn bộ. Tuy vậy, khi này, cả hai vẫn chưa biết rõ về nhau và hôn sự.
Dù không bằng lòng lấy một kẻ xa lạ, đặc biệt lại là người Hoàng tộc, phải sống tách biệt gia đình, nhưng để giúp bố trả nợ vay nặng lãi, giúp gia đình giữ lại căn nhà, Chae-kyung miễn cưỡng đồng ý nhập cung, chuẩn bị cho hôn sự. Với tính khí nghịch ngợm, nhí nhảnh, lại quen lối sống hồn nhiên, vô tư, Chae-kyung - Thái tử phi "dân gian" - đã gây ra nhiều rắc rối ở trong cung, nhưng lại nhận được rất nhiều sự chú ý, yêu mến từ người dân và người trong cung. Từ cảm giác khó chịu, không thích, Shin dần có cảm tình với Chae-kyung. Khi này, anh họ của Shin - Hoàng tử Lee Yool (Kim Jeong-hoon đóng) cùng người mẹ từ Anh trở về Hàn Quốc với mục đích đòi lại những gì đã mất 14 năm trước. Yool học cùng lớp với Chae-kyung và cũng đem lòng yêu cô - người mà lẽ ra sẽ trở thành vợ anh nếu cha anh không qua đời. Thêm vào đó, Hyo-rin cũng nhận ra tình cảm với Shin, quyết tâm từ bỏ học bổng trường múa ba-lê để trở về Hàn Quốc giành lại tình yêu của mình.

## Diễn viên

### Diễn viên chính
- Yoon Eun-hye vai Hoàng thái tử phi / Phi cung Shin Chae-kyung
- Joo Ji-hoon vai Hoàng thái tử Lee Shin
- Kim Jeong-hoon vai Hwi-sung Dae-goon Lee Yool
- Song Ji-hyo vai Min Hyo-rin

### Diễn viên phụ
- Park Chan-hwan vai Hoàng đế
- Yoon Yoo-seon vai Hoàng hậu Min
- Kim Hye-ja vai Hoàng thái hậu Park
- Sim Hye-jin vai Hoàng thái tử phi tiền nhiệm/ Huệ Chính điện Seo Hwa-young (Từ Hoa Anh)
- Lee Yoon-ji vai Công chúa Lee Hae-myung (Lý Huệ Minh)
- Kang Nam-gil vai Bố của Chae-kyung
- Lim Ye-jin vai Bà Lee (mẹ của Chae-kyung)
- Lee Ho-jae vai Nội quan Gong (Khổng Nội quan)
- Jeon Soo-yeon vai Thượng cung Choi (Thôi Thượng cung)

## Giải thưởng
- Đạo diễn Nghệ thuật xuất sắc nhất cho Min Eon-ok tại Lễ trao giải Phim truyền hình Seoul năm 2006.
- Diễn viên nam mới xuất sắc nhất cho Joo Ji-hoon tại Liên hoan Phim MBC năm 2006.
- Diễn viên nữ mới xuất sắc nhất cho Yoon Eun-hye tại Liên hoan Phim MBC năm 2006.
- Diễn viên nam xuất sắc nhất cho Joo Ji-hoon tại Liên hoan Phim MBC năm 2006.

## Phần tiếp và các tác phẩm tái dựng

### Cung 2
Theo sát sự thay đổi của nội dung phiên bản manhwa, phần II được thông báo sẽ nối tiếp câu chuyện của Cung với dàn diễn viên gốc và mang tên Cung 2 (Hàn tự: 궁2, Hán tự: 宮2, Phiên âm: Goong 2)
Dự kiến phần II được bắt đầu lên sóng vào cuối năm 2007, tuy nhiên, do xảy ra mâu thuẫn và sự chấm dứt hợp đồng giữa Yoon Eun-hye, Kim Jeong-hoon với công ty quản lý, phần II đã không được tiến hành sản xuất.

### Cung S
Đây là phiên bản phim truyền hình tái dựng của Cung với cốt truyện hoàn toàn mới. Mới đầu được đặt tên là Cung 2, thay cho phần II của Cung không được sản xuất. Sau đó, do xảy ra nhiều tranh cãi đã được đổi thành Cung S (chữ S viết tắt cho Second (thứ 2)). Tên phụ cho bộ phim là Prince Who?, nội dung xoay quanh câu chuyện về chàng hoàng tử bị thất lạc Lee Hoo.
Nội dung và diễn xuất của Goong S tuy cũng gây được chú ý nhưng không được đánh giá cao. Tham gia diễn xuất cho bộ phim bao gồm Se7en, Heo I-jae, Kang Doo và Park Sin-hye.

### Nhạc kịch: Cung
Nhà sản xuất đã chuyển thể Cung thành nhạc kịch vào năm 2010, trình diễn tại các nhà hát lớn của Hàn Quốc và Nhật Bản.
Vai chính Hoàng Thái tử Lee Shin được lần lượt giao cho các thần tượng nam nổi tiếng U-Know của TVXQ!, Kim Kyu-jong của SS501, Kang-in của Super Junior, Sung-mo của Supernova.

### Benci Bilang Cinta
Năm 2006, Philippines đã mua bản quyền và làm lại bộ phim dưới tên gọi Benci Bilang Cinta, với sự tham gia diễn xuất của Andriani Marshanda và Baim Wong.

## Đánh giá
| Ngày       | Tập        | Toàn quốc    | Seoul        |
| ---------- | ---------- | ------------ | ------------ |
| 2006-01-11 | 1          | 16.2% (5th)  | 16.6% (5th)  |
| 2006-01-12 | 2          | 16.0% (6th)  | 16.5% (7th)  |
| 2006-01-18 | 3          | 14.3% (9th)  | 14.3% (8th)  |
| 2006-01-19 | 4          | 15.1% (9th)  | 15.3% (8th)  |
| 2006-01-25 | 5          | 19.7% (5th)  | 20.5% (4th)  |
| 2006-01-26 | 6          | 16.5% (8th)  | 16.5% (7th)  |
| 2006-02-01 | 7          | 13.7% (11th) | 14.0% (10th) |
| 2006-02-02 | 8          | 18.6% (6th)  | 19.1% (6th)  |
| 2006-02-08 | 9          | 24.0% (2nd)  | 25.2% (2nd)  |
| 2006-02-09 | 10         | 25.2% (2nd)  | 26.3% (2nd)  |
| 2006-02-15 | 11         | 24.5% (2nd)  | 25.7% (2nd)  |
| 2006-02-16 | 12         | 25.6% (2nd)  | 27.2% (2nd)  |
| 2006-02-22 | 13         | 25.0% (2nd)  | 25.8% (2nd)  |
| 2006-02-23 | 14         | 26.7% (2nd)  | 28.4% (2nd)  |
| 2006-03-02 | 15         | 27.9% (2nd)  | 28.8% (2nd)  |
| 2006-03-02 | 16         | 24.3% (3rd)  | 25.0% (3rd)  |
| 2006-03-08 | 17         | 25.8% (2nd)  | 26.1% (2nd)  |
| 2006-03-09 | 18         | 26.6% (2nd)  | 27.1% (2nd)  |
| 2006-03-15 | 19         | 27.0% (2nd)  | 27.3% (2nd)  |
| 2006-03-16 | 20         | 27.1% (2nd)  | 26.9% (2nd)  |
| 2006-03-22 | 21         | 24.6% (2nd)  | 25.2% (2nd)  |
| 2006-03-23 | 22         | 24.4% (2nd)  | 25.5% (2nd)  |
| 2006-03-29 | 23         | 25.4% (2nd)  | 26.9% (2nd)  |
| 2006-03-30 | 24         | 28.3% (2nd)  | 28.8% (2nd)  |
| Trung bình | Trung bình | 22.6%        | 23.2%        |

Nguồn: TNS Media Korea

## Phát sóng
- Nhật Bản: Phát sóng trên đài Fuji TV 8 và TV Tokyo 7/BS Japan dưới tên gọi Goong: Love in (the) Palace (宮 -Love in Palace-?).[1][2]
- Indonesia: Phát sóng trên đài Indosiar Thứ hai hàng tuần từ ngày 16 tháng 8 năm 2006.[3]
- Singapore: Phát sóng trên đài MediaCorp Channel U mỗi ngày lúc 19:00 từ ngày 9 tháng 10 năm 2006.
- Việt Nam: Phát sóng trên kênh HTV7 lúc 12:00 từ ngày 8 tháng 8 năm 2006.[4]

## Nhạc phim
| Đĩa 1: | Đĩa 1:                                                              | Đĩa 1:                      | Đĩa 1:     |
| STT    | Nhan đề                                                             | Ca sĩ                       | Thời lượng |
| ------ | ------------------------------------------------------------------- | --------------------------- | ---------- |
| 1.     | "사랑인가요" (Perhaps Love)                                         | HowL feat. J                |            |
| 2.     | "당신은...나는 바보입니다 (Acoustic ver.)" (With You...I'm a Fool)  | Stay                        |            |
| 3.     | "두 가지 말" (Two Words)                                            | Jung Jae-wook feat. The One |            |
| 4.     | "Give Me a Little Try"                                              | Seo Hyun-jin                |            |
| 5.     | "난 널 사랑해 너만 사랑해Ⅱ"                                         | Shim Tae-yoon               |            |
| 6.     | "사랑인가요 (Remix ver. 가재발)" (Perhaps Love (Remix ver. 가재발)) |                             |            |
| 7.     | "1993 광화 49년"                                                    | Nhiều ca sĩ                 |            |
| 8.     | "宮"                                                                | Nhiều ca sĩ                 |            |
| 9.     | "복장 불량!"                                                        | Nhiều ca sĩ                 |            |
| 10.    | "우주 정복 #1"                                                      | Nhiều ca sĩ                 |            |
| 11.    | "Crystal Flower"                                                    | Nhiều ca sĩ                 |            |
| 12.    | "A Dancing Teddy"                                                   | Nhiều ca sĩ                 |            |
| 13.    | "내가 선택한 길이야!"                                               | Nhiều ca sĩ                 |            |
| 14.    | "닿지 못한 마음"                                                    | Nhiều ca sĩ                 |            |
| 15.    | "꽃잎이 내린다"                                                     | Nhiều ca sĩ                 |            |
| 16.    | "우주 정복 #2"                                                      | Nhiều ca sĩ                 |            |

| Đĩa 2: | Đĩa 2:                                        | Đĩa 2:                      | Đĩa 2:     |
| STT    | Nhan đề                                       | Ca sĩ                       | Thời lượng |
| ------ | --------------------------------------------- | --------------------------- | ---------- |
| 1.     | "사랑에 빠지다" (Falling in Love)             | HowL feat. Luna             |            |
| 2.     | "그대를 사랑합니다"                           | Nhiều ca sĩ                 |            |
| 3.     | "이 노래를 부를게요" (I Would Sing This Song) | Sorea                       |            |
| 4.     | "Always"                                      | Geon Hwi                    |            |
| 5.     | "궁 (Piano)" (Palace (Piano))                 | 2nd Moon                    |            |
| 6.     | "바람에 실어" (Blow By Wind)                  | Sorea                       |            |
| 7.     | "꽃잎이 내리다 (Piano)"                       | 2nd Moon                    |            |
| 8.     | "너를 보면..."                                | Words by the Crown Princess |            |
| 9.     | "惡緣"                                        | 2nd Moon                    |            |
| 10.    | "내 맘속의 너"                                | Words by the Crown Prince   |            |
| 11.    | "Home"                                        | 2nd Moon                    |            |
| 12.    | "닿지 못한 마음 (Acoustic ver.)"              | 2nd Moon                    |            |
| 13.    | "별처럼..."                                   | Words by the Crown Princess |            |
| 14.    | "말할 수 없어도"                              | 2nd Moon                    |            |

## Liên kết
- Princess Hours Trang chính thức MBC (tiếng Hàn)
- Princess Hours tại MBC Global Media]
- Princess Hours trên HanCinema
- Princess Hours trên Internet Movie Database
- Trang chính thức Goong: Musical (tiếng Hàn)